# Utricularia beaugleholei
Utricularia beaugleholei — вид рослин із родини пухирникових (Lentibulariaceae).

## Біоморфологічна характеристика
Наземний, ймовірно, багаторічний; столони присутні. Листки нечисленні, у розетці й на столонах, від вузько ланцетні до вузько лінійних, до ≈ 45 × ≈ 1.6 мм. Пасток кілька біля основи квітконіжки та на столонах, від яйцеподібних до кулястих, 1–4 мм завдовжки. Суцвіття від 1 до кількох, прямовисні, 4–35 см завдовжки, переважно 1–10-квіткові. Листочки чашечки нерівні, верхня — широко яйцювата чи кругла, 2.5–4.5 мм завдовжки, нижня від яйцюватої до широко яйцюватої, виїмчаста. Віночок 8–15 мм завдовжки, переважно темно-фіолетовий; верхня губа зворотно яйцювата, виїмчаста; нижня губа значно більша, від сокироподібної до ниркоподібної форми, з 4–11 жовтими, злегка піднятими гребенями; піднебіння голе із запушеними бічними краями; шпора циліндрична, коротша ніж нижня губа, верхівка дволобчаста. Коробочка куляста, 3–5 мм у діаметрі. Насіння вузько-зворотно- яйцювате, ≈ 0.8 мм завдовжки. Період цвітіння: вересень — березень.

## Середовище проживання
Зростає на південному сході Австралії: Вікторія, пд. Новий Південний Уельс, сх. Південна Австралія.
Населяє вологі просочування, болота та піщані западини; на висотах від 0 до 300 метрів.

## Використання
Цей вид культивується ентузіастами роду, але торгівля незначна.